# Konzessionsvertrag
Als Konzessionsvertrag wird in Deutschland ein Vertragsverhältnis bezeichnet, das zwischen Gebietskörperschaften und Versorgungsunternehmen besteht. Verträge über Konzessionen werden hinsichtlich der Nutzung öffentlicher Straßen, Wege, Plätze und sonstiger Verkehrsflächen zum Zweck der meist ausschließlichen Versorgung mit Energie (Gas, Elektrizität, Fernwärme, Fernkälte) oder Wasser auf kommunaler Ebene geschlossen. Die Gemeinde erhält im Gegenzug für die Gewährung des Leitungsrechts und des Verzichts auf eigene Durchführung der öffentlichen Versorgung die Konzessionsabgabe, die den Gegenwert für die Belastung der öffentlichen Flächen anlässlich der wirtschaftlichen Betätigung durch Dritte darstellt.
Sie enthalten üblicherweise folgende Klauseln:
- Wegerechtsklausel[1] (Recht des Versorgers zur Nutzung der gemeindlichen öffentlichen Straßen, Wege und Plätze)
- Verzichtsklausel (Verzicht der Kommune auf die Durchführung der öffentlichen Versorgung)
- Kontrahierungsklausel[2] (Verpflichtung des Versorgers, alle Nutzer der Gemeinde zu versorgen)
- Kostenaufteilungsklausel (Regelungen über Kostentragung und Kostenaufteilung für den Fall, dass Leitungen umverlegt werden müssen)
- Konzessionsabgabeklausel[3] (Berechnung und Zahlungsmodalitäten der Konzessionsabgabe)
- Endschaftsregelungen (Regelungen über die Weiterführung oder Ablösung des Wegerechts zu einem bestimmten Wert)

Abzugrenzen ist der Konzessionsvertrag von den Verträgen, die zwischen einem Versorgungsunternehmen und Verbrauchern geschlossen werden (z. B. Stromliefervertrag). Der Konzessionsvertrag wird in der Regel privatrechtlich abgeschlossen, ist in Berlin und Hamburg aber öffentlich-rechtlicher Natur.